# NOLA Motorsports Park
O NOLA Motorsports Park é um autódromo localizado em Avondale, estado da Louisiana, nos Estados Unidos, o circuito foi inaugurado em 2011 e possui um traçado de 8.64 km, em 2015 recebeu uma prova da IndyCar Series.